# Clynotis barresi
Clynotis barresi is een spinnensoort in de taxonomische indeling van de springspinnen (Salticidae).
Het dier behoort tot het geslacht Clynotis. De wetenschappelijke naam van de soort werd voor het eerst geldig gepubliceerd in 1909 door Henry Roughton Hogg.